# Stykový zákon
Stykový zákon je zkrácený název zákona „o zásadách jednání a styku Poslanecké sněmovny a Senátu mezi sebou a navenek a o změně zákona č. 90/1995 Sb., o jednacím řádu Poslanecké sněmovny, ve znění pozdějších předpisů“, kterého předpokládá Ústava České republiky už od doby svého přijetí ve svém čl. 40 a který byl schválen oběma komorami Parlamentu skoro 25 let poté a vyhlášen pod č. 300/2017 Sb.
V jeho případě bylo potřeba, aby byl schválen jak Poslaneckou sněmovnou, tak Senátem, takže Senát zde nemohl být podle čl. 47 Ústavy přehlasován. První pokus o přijetí stykového zákona se odehrál v roce 2000. Návrh podala skupina poslanců, ústavně právní výbor však doporučil jeho projednávání přerušit a Poslanecká sněmovna se k němu již nevrátila. Druhý pokus následoval v roce 2008, kdy návrh podal Senát jako celek. Ústavně právní výbor Poslanecké sněmovny ovšem opět navrhl jeho projednávání přerušit a osud návrhu stykového zákona tak byl tehdy stejný.